# Stilbia faillae
Stilbia faillae là một loài bướm đêm trong họ Noctuidae.